# PRISONER
『PRISONER』（プリズナー）は、44MAGNUMの9枚目のオリジナル・アルバム。

## 概要
前作から約3年ぶりとなるオリジナル・アルバムであり、デビュー35周年記念アルバムである。
デビュー前に制作されたデモや仮音源、完成していながらスタジオ音源としてアルバムに収録されずにいた楽曲を、「44MAGNUMの『歴史』と『現在』をこの節目の年にコンプリートさせる」というコンセプトで「最新」の作品としてレコーディングし、収録した作品となっている。
初回限定盤はスリーヴケース仕様であり、24Pスペシャルフォトブックが付属している。
本作発売を記念し、2019年1月31日にタワーレコード難波店で、2月11日にタワーレコード渋谷店でインストアイベントを開催した。また、2月3日と2月10日に新横浜NEW SIDE BEACH!!で開催した『44MAGNUM 35th ANNIVERSARY LIVE in YOKOHAMA』において、本作に収録されている全曲を2週に分けて披露した。
ボーカルのSTEVIEが加入した後は、5人体制で楽曲の制作を行ってきたが、本作では梅原“PAUL”達也が全てのボーカルパートを担当している。

## 収録曲
（全作詞：梅原“PAUL”達也、全作曲（特記以外）：広瀬“JIMMY”さとし）
1. I'm Lonely Man
  - インディーズ時代から演奏されてきた当時の代表曲であり、1stアルバム『DANGER』に収録される予定だったが収録されず、幻の名曲とされる楽曲であった[6][7][8]。
  - 2019年1月19日に本楽曲の映像が公開となった[7]。
2. Girl
  - 作曲：梅原“PAUL”達也
3. Come On Let's Go!
4. Ow!
5. I Don't Know What You Say
6. Be4 We Leave Together  -Quite Decade City-
7. Through The Night
8. I Believe This Town
9. UK